# Чапаш
Чапа́ш (рос. Чапаш, башк. Сапаш) — присілок у складі Караідельського району Башкортостану, Росія. Входить до складу Караідельської сільської ради.
Населення — 213 осіб (2010; 218 у 2002).
Національний склад:
- марійці — 82 %